# Pont international de Sault Sainte-Marie
Le pont international de Sault Sainte-Marie est un pont routier transfrontalier séparant le Canada et les États-Unis. Il traverse la Sainte-Marie et relie la ville de Sault Sainte-Marie au Michigan à sa ville jumelle Sault Sainte-Marie en Ontario.